# Diócesis de Helsinki (católica)
La diócesis de Helsinki (en latín: Dioecesis Helsinkiensis y en finés: Helsingin katolinen hiippakunta) es una circunscripción eclesiástica de la Iglesia católica en Finlandia. Se trata de una diócesis latina, inmediatamente sujeta a la Santa Sede. Desde el 29 de septiembre de 2023 su obispo es Raimo Ramón Goyarrola Belda.

## Territorio y organización

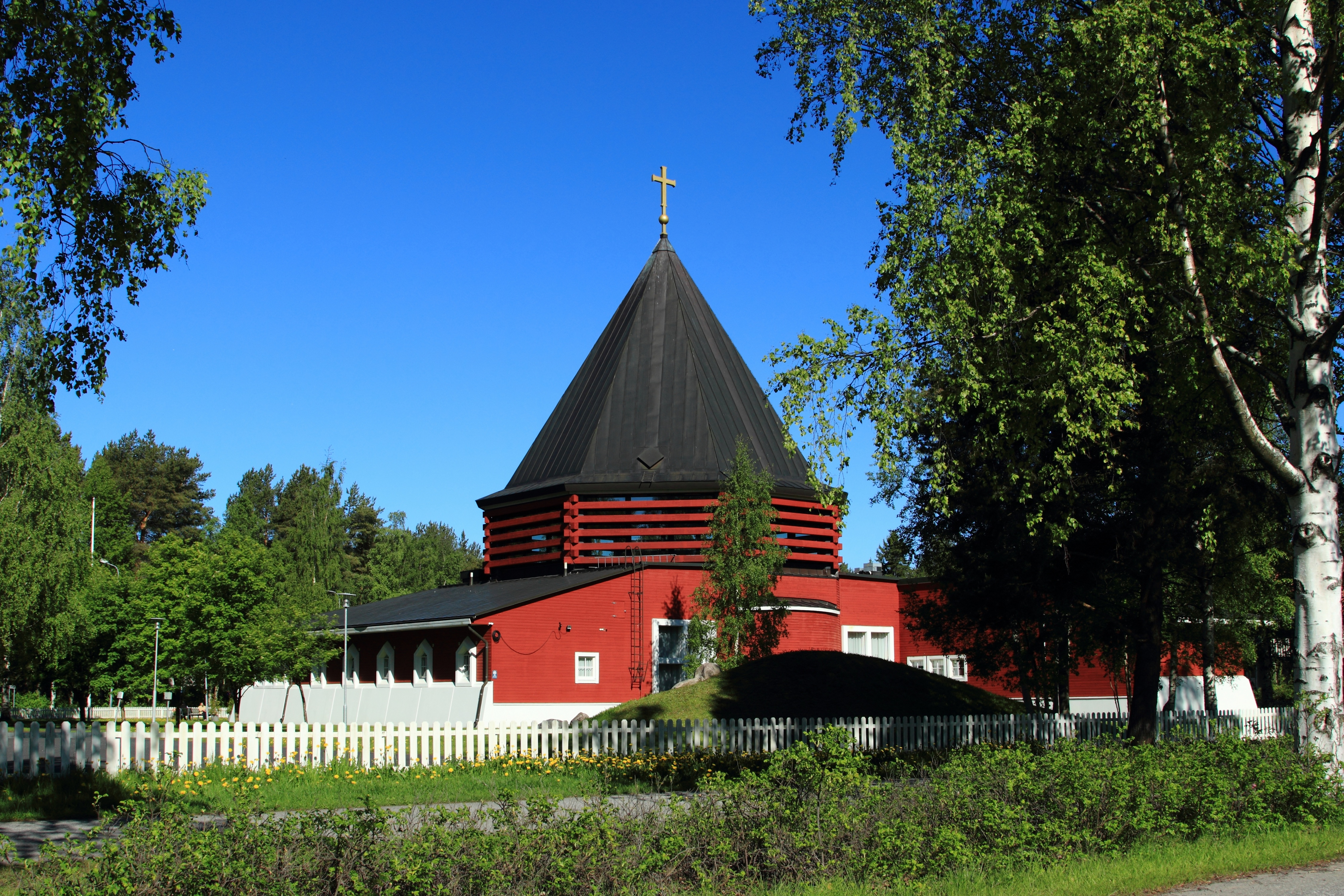
Iglesia de la Sagrada Familia de Nazaret, en Oulu

La diócesis tiene 338 145 km² y extiende su jurisdicción sobre los fieles católicos de rito latino residentes en todo el territorio de Finlandia.

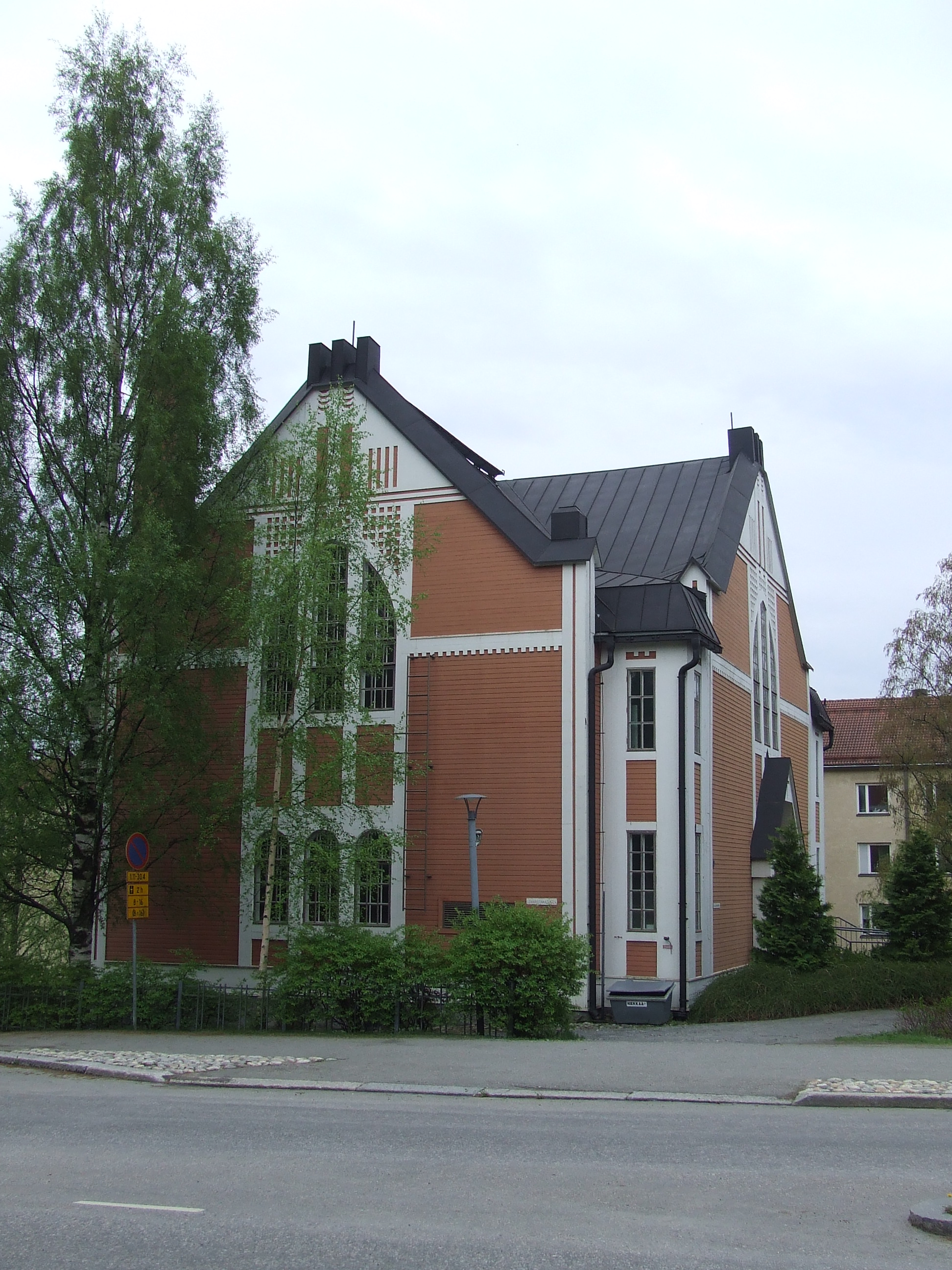
Iglesia de San José, en Kuopio

La sede de la diócesis se encuentra en la ciudad de Helsinki, en donde se halla la Catedral de San Enrique. En el territorio de la diócesis se encuentra la Catedral de la Santísima Virgen María y San Enrique, en Turku, que fue la catedral de la diócesis de Åbo y que pasó al luteranismo desde la Reforma protestante en el siglo XVI y hoy pertenece a la Iglesia evangélica luterana de Finlandia.

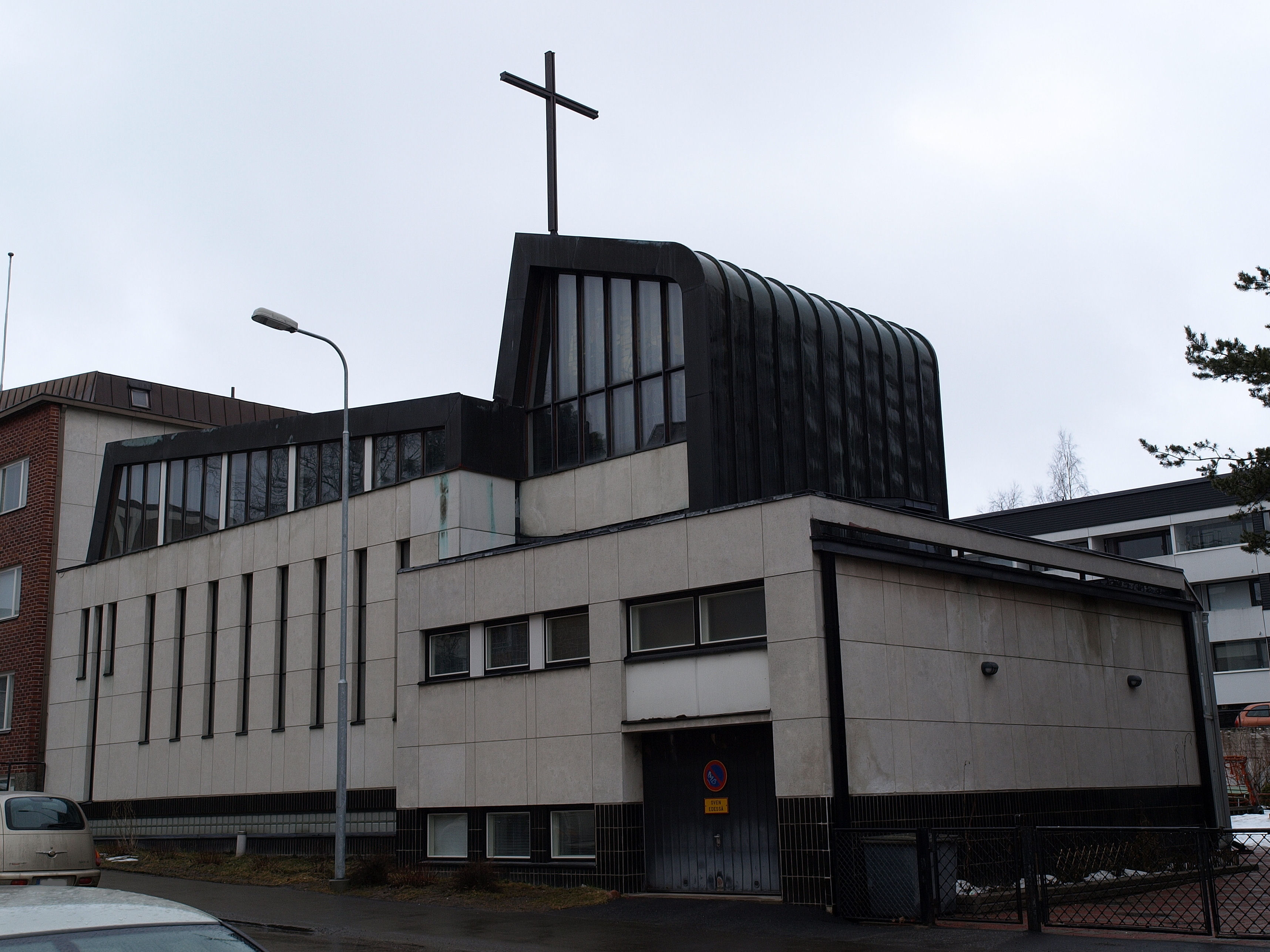
Iglesia de San Olaf, en Jyväskylä

En 2023 en la diócesis existían 8 parroquias:
- Catedral de San Enrique (Pyhän Henrikin katedraaliseurakunta) en Helsinki (subcentros en: Tapanila y Porvoo). Comprende en la región de Uusimaa las municipalidades de Porvoo, Pukkila, Askola, Sipoo, Pornainen, Mäntsälä, Kerava, Järvenpää, Tuusula, la parte este de Vantaa y los sectores sur y este de Helsinki. Fue creada el 16 de septiembre de 1860.
- Santa María (Pyhän Marian seurakunta) en Helsinki (subcentros en: Espoo, Hyvinkää y Karis). Comprende en la región de Finlandia del Sudoeste la municipalidad de Somero, en la región de Uusimaa las municipalidades de Hanko, Ingå, Raseborg, Espoo, Siuntio, Kirkkonummi, Lohja, Vihti, Karkkila, Nurmijärvi, Hyvinkää, Kauniainen y los sectores occidentales de Helsinki y de Vantaa y la región de Tavastia Propia (menos las municipalidades de Hämeenlinna, Humppila y Hattula). Fue creada el 6 de diciembre de 1954.
- Santa Brígida y Beato Hemming (Pyhän Birgitan ja autuaan Hemmingin seurakunta) en Turku (subcentros en: Pori, Eurajoki y Åland). Comprende las regiones de Finlandia del Sudoeste (menos la municipalidad de Somero) y Satakunta y la región autónoma de Åland. Fue creada el 5 de noviembre de 1966.
- San Olaf (Pyhän Olavin seurakunta) en Jyväskylä. Comprende la región de Finlandia Central. Fue creada el 1 de octubre de 1949, pero su origen son las antiguas parroquias de Víborg y de Terijo (hoy Zelenogorsk), hoy ambas en Rusia.
- Santa Cruz en Tampere (Pyhän Ristin seurakunta) (subcentros en: Hämeenlinna, Kokkola, Kristinestad y Seinäjoki y sin sacerdote residente en Jakobstad y en Vaasa). Comprende las regiones de Ostrobotnia Central, Ostrobotnia del Sur y Pirkanmaa y en la región de Tavastia Propia las municipalidades de Hämeenlinna, Humppila y Hattula. Fue creada el 22 de noviembre de 1969.
- Santa Úrsula (Pyhän Ursulan seurakunta) en Kouvola (subcentros en: Hamina, Kotka, Lahti y Lappeenranta). Comprende las regiones de Karelia del Sur, Päijänne Tavastia y Kymenlaakso y en la región de Uusimaa las municipalidades de Loviisa, Lapinjärvi y Myrskylä. Fue creada el 29 de mayo de 1991.
- Sagrada Familia de Nazaret (Nasaretin Pyhän Perheen seurakunta) en Oulu (subcentros en: Rovaniemi, Tornio, Kemi y Kajaani). Comprende las regiones de Laponia finlandesa, Ostrobotnia del Norte y Kainuu. Fue creada el 26 de diciembre de 1993.
- San José (Pyhän Joosefin seurakunta) en Kuopio (subcentros en: Mikkeli, Savonlinna, Joensuu y Lieksa). Comprende las regiones de Karelia del Norte, Savonia del Norte y Savonia del Sur. Fue creada el 19 de marzo de 2016.

Iglesias luteranas son utilizadas para servicios religiosos católicos en Åland, Eurajoki, Hyvinkää, Karjaa y Seinäjoki, e iglesias ortodoxas en Hämeenlinna, Kajaani, Kokkola, Kotka, Lahti, Lappeenranta, Pori y Porvoo. Casas privadas son utilizadas en Hamina y en Kristiinankaupunki. La capellanía católica africana tiene un sacerdote que celebra misa en las dos iglesias de Helsinki. En la catedral hay servicios en finés, inglés, español, italiano, sueco y en latín (misa tridentina). En la iglesia de Santa María hay en finés, sueco, polaco, vietnamita, inglés y tágalo.
Los greco-católicos ucranianos dependen del exarcado apostólico de Alemania y Escandinavia desde el 17 de abril de 1959, pero no están organizados en Finlandia.

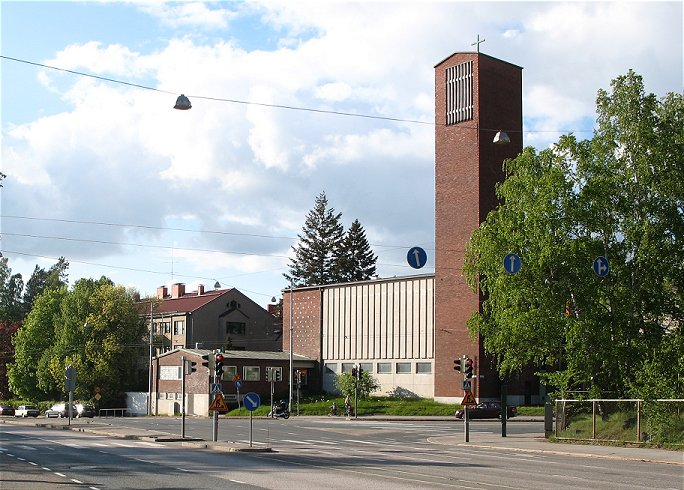
Iglesia de Santa María, en Helsinki

## Historia

### Antecedentes
Antes de la Reforma protestante en Finlandia existía la diócesis de Åbo, erigida hacia 1150. Era sufragánea de la arquidiócesis de Upsala, de cuyo territorio había sido separada.
El último obispo de Åbo en comunión con la Santa Sede fue Arvid Kurki, quien murió en un naufragio el 22 de julio de 1522 mientras escapaba de Finlandia. El capítulo catedralicio eligió un nuevo obispo luterano no reconocido por la Santa Sede. La separación formal con la Iglesia católica se consumó en 1554, cuando el rey de Suecia emitió un edicto que prohibió a los obispos solicitar la confirmación papal.
En 1710 Rusia conquistó Víborg durante el sitio de Víborg. El catolicismo reapareció en Finlandia en la segunda mitad del siglo XVIII, gracias a la presencia de comerciantes y comerciantes, principalmente alemanes y rusos. El vicario apostólico de Suecia, Paolo Moretti, celebró la primera misa en 1796 y en 1799 se abrió al culto una iglesia católica en Víborg, que en aquel momento ya había pasado a Rusia. En Suecia, el catolicismo siguió siendo ilegal.
El 3 de julio de 1848, los católicos finlandeses fueron puestos bajo la jurisdicción de los metropolitanos de Mahilëŭ. En 1856 se inauguró una estación misionera en Helsinki y en 1860 se completó la iglesia de San Enrique, la futura catedral católica. En 1903 fue ordenado el primer sacerdote finlandés desde el siglo XVI, Wilfrid von Christierson.
En 1809 el Gran Ducado de Finlandia fue incorporado al Imperio ruso y los católicos pasaron a depender de la arquidiócesis de Mogilev. La parroquia de Víborg pasó a abarcar todo el Gran Ducado de Finlandia, que en 1830 tenía aproximadamente 3000 católicos. En 1856 fue abierta una misión católica en Helsinki. Sin embargo, en 1882 los misioneros alemanes fueron expulsados y en 1912 la medida se extendió a todos los misioneros extranjeros.

### Sede en Helsinki
Tras la independencia de Finlandia declarada el 6 de diciembre de 1917 y la salida de las fuerzas militares rusas (con lo que la Iglesia católica perdió a la mayoría de sus miembros en Finlandia), fue erigido el vicariato apostólico de Finlandia el 8 de junio de 1920 mediante la bula Inter alias del papa Benedicto XV, con territorio desmembrado de la arquidiócesis de Mogilev.
El 25 de febrero de 1955, mediante la bula Evangelii paginae del papa Pío XII, el vicariato apostólico fue elevado a diócesis inmediatamente sujeta a la Santa Sede.

## Estadísticas
Según el Anuario Pontificio 2024 la diócesis tenía a fines de 2023 un total de 16 743 fieles bautizados.
| Año                                                                             | Población            | Población | Población      | Sacerdotes | Sacerdotes    | Sacerdotes    | Bautizados por sacerdote | Diáconos permanentes | Religiosos | Religiosos | Parroquias |
| Año                                                                             | Bautizados católicos | Total     | % de católicos | Total      | Clero secular | Clero regular | Bautizados por sacerdote | Diáconos permanentes | Varones    | Mujeres    | Parroquias |
| ------------------------------------------------------------------------------- | -------------------- | --------- | -------------- | ---------- | ------------- | ------------- | ------------------------ | -------------------- | ---------- | ---------- | ---------- |
| 1950                                                                            | 1789                 | 4 000     | 0.0            | 14         | 4             | 10            | 127                      |                      | 14         | 20         | 3          |
| 1970                                                                            | 2877                 | 4 700 226 | 0.1            | 22         | 5             | 17            | 130                      |                      | 22         | 36         | 5          |
| 1980                                                                            | 3202                 | 4 771 229 | 0.1            | 16         | 2             | 14            | 200                      |                      | 16         | 31         | 5          |
| 1990                                                                            | 4429                 | 4 976 925 | 0.1            | 18         | 2             | 16            | 246                      | 2                    | 17         | 39         | 6          |
| 1997                                                                            | 7052                 | 5 146 980 | 0.1            | 20         | 5             | 15            | 352                      | 2                    | 15         | 34         | 7          |
| 2000                                                                            | 7639                 | 5 159 646 | 0.1            | 21         | 6             | 15            | 363                      | 3                    | 16         | 40         | 7          |
| 2001                                                                            | 7835                 | 5 171 300 | 0.2            | 21         | 6             | 15            | 373                      | 3                    | 16         | 40         | 7          |
| 2002                                                                            | 7986                 | 5 181 115 | 0.2            | 19         | 6             | 13            | 420                      | 2                    | 14         | 40         | 7          |
| 2003                                                                            | 8274                 | 5 194 901 | 0.2            | 16         | 6             | 10            | 517                      | 1                    | 11         | 36         | 7          |
| 2004                                                                            | 8438                 | 5 206 295 | 0.2            | 16         | 6             | 10            | 527                      | 1                    | 12         | 36         | 7          |
| 2006                                                                            | 9067                 | 5 236 611 | 0.2            | 19         | 8             | 11            | 477                      | 1                    | 13         | 37         | 7          |
| 2010                                                                            | 10 841               | 5 236 314 | 0.2            | 23         | 13            | 10            | 471                      | 3                    | 10         | 37         | 7          |
| 2013                                                                            | 12 434               | 5 401 267 | 0.2            | 23         | 12            | 11            | 540                      | 1                    | 11         | 31         | 7          |
| 2016                                                                            | 13 942               | 5 486 125 | 0.3            | 26         | 15            | 11            | 536                      |                      | 12         | 25         | 7          |
| 2019                                                                            | 15 483               | 5 531 305 | 0.3            | 32         | 20            | 12            | 483                      |                      | 13         | 30         | 8          |
| 2021                                                                            | 15 902               | 5 538 350 | 0.3            | 27         | 18            | 9             | 588                      |                      | 9          | 26         | 8          |
| 2023                                                                            | 16 743               | 5 566 812 | 0.3            | 28         | 20            | 8             | 597                      |                      | 8          | 22         | 8          |
| Fuente: Catholic-Hierarchy, que a su vez toma los datos del Anuario Pontificio. |                      |           |                |            |               |               |                          |                      |            |            |            |

## Episcopologio

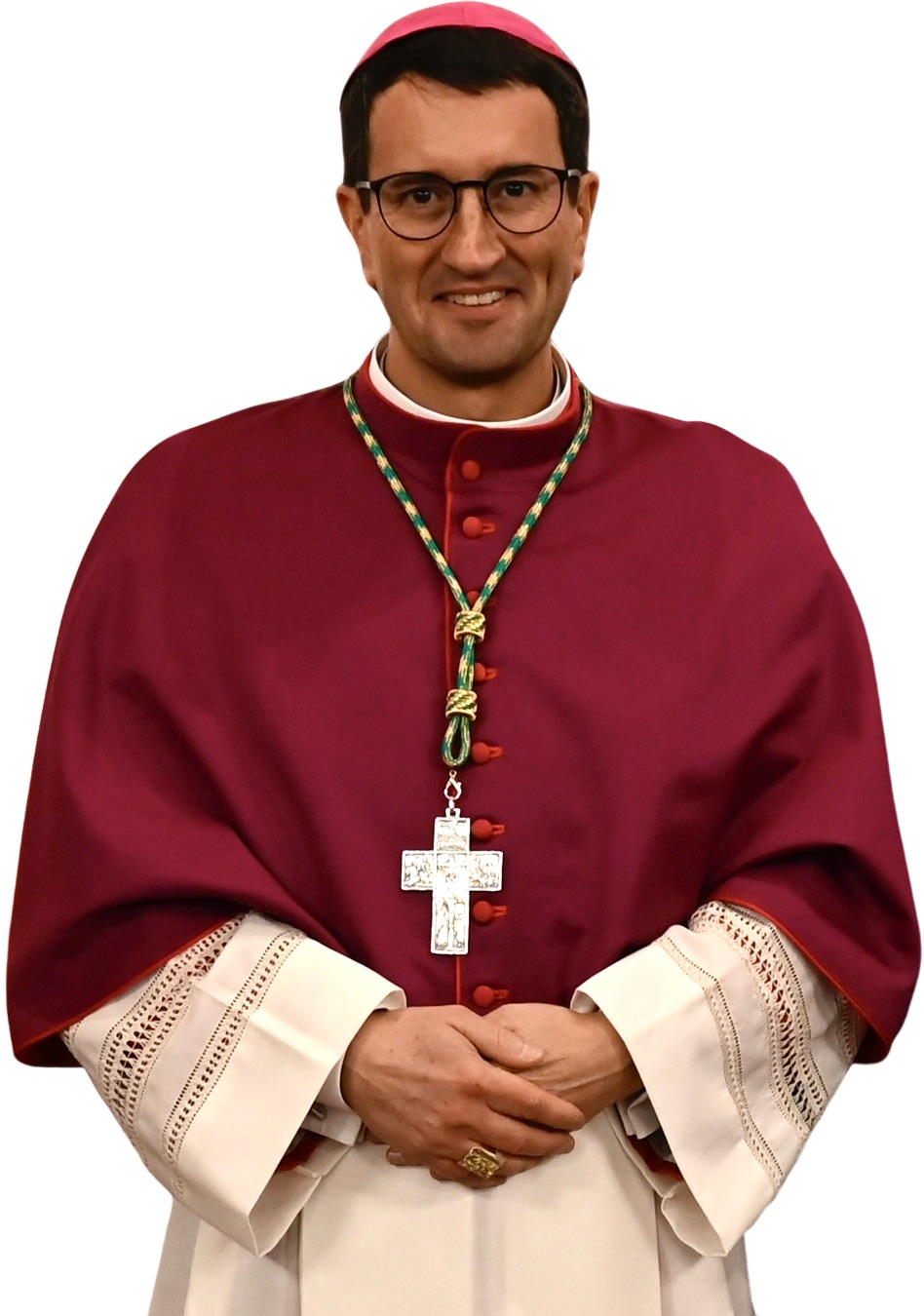
Raimo Ramón Goyarrola Belda, obispo de Helsinki desde 2023

- Johannes Michael Buckx, S.C.I. † (20 de marzo de 1921-23 de mayo de 1923 nombrado vicario apostólico) (administrador apostólico)

- Johannes Michael Buckx, S.C.I. † (23 de mayo de 1923-26 de julio de 1933 renunció)
- Willem Petrus Bartholomaeus Cobben, S.C.I. † (19 de diciembre de 1933-29 de junio de 1967 renunció)[nota 1])
- Paul Verschuren, S.C.I. † (29 de junio de 1967 por sucesión-18 de septiembre de 1998 renunció)
- Józef Wróbel, S.C.I. (30 de noviembre de 2000-28 de junio de 2008 nombrado obispo auxiliar de Lublin[nota 2])
- Teemu Sippo, S.C.I. (16 de junio de 2009-20 de mayo de 2019 renunció)
  - Sede vacante (2019-2023)
- Raimo Ramón Goyarrola Belda, desde el 29 de septiembre de 2023